# Єронім Вінцент Радзивілл
Єронім Вінцент Радзивілл (*11 травня 1759 — 18 вересня 1786) — державний діяч, урядник Речі Посполитої.

## Життєпис
Походив з литовського магнатського роду Радзивіллів гербу Труби. Син Михайла Казимира Радзивілла, великого гетьмана литовського, та Анни Луїзи Мицельської. Народився у 1759 році в Несвіжі. У 1773 році після першого розділу Речі Посполитої разом з братом Каролем Станіславом Радзивіллом залишив державу. Виховувався в Богемії та Німеччині.
Потім поступив на австрійську службу. Закохався й одружився у 1775 році в Регенсбурзі з представницею князівського роду Турн-унд-Таксіс. У 1777 році був прийнятий у Відні імператрицею Марією-Терезією. У 1779 році повернувся до Речі Посполитої. Того ж року призначається підкоморієм великим литовським.
1780 року призначається ротмістром гусарської хоругви литовського війська. Того ж року отримує орден Білого Орла. У 1780 та 1783 роках був послом на сейми. У 1782 році стає депутатом Трибуналу Великого князівства Литовського.
У 1783 році отримав староство мінське. Став тримати в маєтку Бєла Радзивіллівська (тепер Бяла-Підляська) приватний театр. Водночас погіршилися стосунки з дружиною, які з палкого кохання перетворилися у ненависть. 1784 році дружина втекла з коханцем — придворним музикою Ян Дюссеком. Але того ж року за допомогою брата Кароля Станіслава повернув дружину, після чого розпочав з нею розлучення. Під час цього процесу 1786 році Єронім Вінцент помер.

## Родина
Дружина — Софія, донька князя Карла Ансельма Турн-унд-Таксіс. 
Діти:
- син;
- Миколай;
- Домінік Єронім (1786—1813).